# 우주안
한가은(본명: 우주안, 1987년 10월 9일~)은 대한민국의 레이싱모델 및 전직 가수이다. '레이티' 때는 '우리'였다.

## 생애
우주안은 1987년 10월 9일, 서울특별시에서 태어났다. 가수 활동 때에는 우주안에서 예명 우리를 바뀐 뒤, 그룹 '레이티'에 정식적으로 가수 데뷔하였으나, 잠깐 활동한 뒤 탈퇴하였다. 레이싱모델이 된 후에 한가은으로 다시 변경하고 11년 동안 한가은이라는 예명으로 활동하다가, 2019년 자신의 쇼핑몰인 3double0 운영을 위해서 본명이 우주안임을 알리고 활동하고 있다. 모터쇼와 오토살롱에서는 포즈와 화보를 찍었는데도 일화가 유명하다. 아이돌 그룹 애프터스쿨 이영, 티아라 보람 닮은꼴로 화제가 있었다.

## 경력

### 가수 경력
- 그룹 '레이티' 멤버

### 에이빙모델 경력
- 2009년 - 지스타 아바 모델
- 2009년 - 스피드페스티벌 현대기아 레이싱모델
- 2011년 - 서울오토살롱 포즈모델
- 2013년 - 서울모터쇼 포드 포즈모델
- 2014년 - 서울오토살롱 포즈모델
- 2015년 - 서울모터쇼 포드 포즈모델
- 2015년 - 서울오토살롱 포즈모델
- 2016년 - 서울오토살롱 포즈모델
- 2017년 - 서울모터쇼 포즈모델

## 음반
- 2012년 'LAY.T 1st Single Album'

## 수상
- 2015년 - 제4회 한국 레이싱모델 어워즈 대상
- 2014년 - 제3회 한국 레이싱모델 어워즈 최우수 인기모델상
- 2009년 서울오토살롱 카앤모델 레이싱모델 어워드 대상
- 2008년 베스트 레이싱모델 헬스원상